# تقاطع همسطح
تقاطع همسطح محل برخورد دو یا چند راه ارتباطی است. وقتی همهٔ این راه‌های ارتباطی در یک ارتفاع از سطح زمین ساخته شده باشند، به‌طوری‌که عبورومرور یکدیگر را مختل نمایند. در برابر این نوع تقاطع، تقاطع غیرهمسطح قرار دارد.
تقاطع‌های همسطح در شهرها معمولاً چهارراه و سه‌راه می‌باشند. در محل تقاطع‌های همسطح در شهرها معمولاً از چراغ راهنمایی استفاده می‌شود و در صورتی‌که رفت‌وآمد در خیابان‌های منتهی به این تقاطع‌ها زیاد باشد، در محل آن‌ها ترافیک سنگینی ایجاد می‌شود به همین دلیل است که استفاده از تقاطع ناهمسطح رو به فزونی است.